# Liga de Voleibol Superior Femenino 2021
La Liga de Voleibol Superior Femenino 2021 si è svolta dal 15 giugno 2021 al 4 settembre 2021: al torneo hanno partecipato 7 franchigie portoricane e la vittoria finale per la quattordicesima volta, la sesta consecutiva, alle Criollas de Caguas.
La finale del torneo non si è disputata a causa di un contenzioso tra le Sanjuaneras de la Capital e la LVSF, per l'impossibilità di sostituire una giocatrice straniera durante i play-off scudetto, tranne che in caso di infortunio: nel caso specifico la statunitense Destinee Hooker è stata inizialmente dichiarata non in grado di scendere in campo da un punto di vista medico, chiedendone la sostituzione; dopo aver visto la propria richiesta negata in prima e seconda istanza, rispettivamente dalla LVSF e dalla FPV, la franchigia si è rivolta al Tribunal Apelativo y de Arbitraje Deportivo (TAAD) del COPUR, vedendo nuovamente negata la propria richiesta. Viene quindi resa nota la gravidanza ad alto rischio dell'atleta da parte della franchigia, che a sua volta dichiara di non voler scendere in campo fino alla sentenza del Tribunal de Primera Instancia: la vittoria nella prima gara delle finali scudetto viene quindi assegnata a tavolino alle Criollas de Caguas, data l'assenza ingiustificata della formazione ospite; il giorno seguente, 5 settembre 2021, la FPV assegna a tavolino anche la vittoria dello scudetto alle Criollas de Caguas, mentre le Sanjuaneras de la Capital vengono sanzionate con una sospensione di un anno per la franchigia e tutti i suoi membri a partire dalla data corrente: in seguito la stessa FPV revoca la sanzione ad atlete e corpo tecnico, lasciando in essere la sospensione della franchigia e dei suoi vertici societari, per aver proibito alla squadra di disputare il primo incontro della finale.

## Regolamento
Le squadre hanno disputato un girone all'italiana, sfidando ogni avversaria due volte, per un totale di dodici incontri; al termine della regular season:
- Le prime sei classificate hanno acceduto ai play-off scudetto, strutturati in quarti di finale, con due gironi all'italiana con gare di andata e ritorno, semifinali e finale al meglio delle sette gare, con incroci basati sul piazzamento in stagione regolare col metodo della serpentina.

### Criteri di classifica
Se il risultato finale è stato di 3-0 o 3-1 sono stati assegnati 3 punti alla squadra vincente e 0 a quella sconfitta, se il risultato finale è stato di 3-2 sono stati assegnati 2 punti alla squadra vincente e 1 a quella sconfitta.
L'ordine del posizionamento in classifica è stato definito in base a:
- Punti;
- Numero di partite vinte;
- Ratio dei set vinti/persi;
- Ratio dei punti realizzati/subiti.

## Squadre partecipanti
La campionato di Liga de Voleibol Superior Femenino 2021 partecipano 7 franchigie: tra queste le Leonas de Ponce e le Sanjuaneras de la Capital, attraverso l'acquisto dei diritti di partecipazione rispettivamente delle Indias de Mayagüez e delle Llaneras de Toa Baja; le Grises de Humacao hanno invece acquistato i diritti di partecipazione delle Polluelas de Aibonito, reduci da una stagione di inattività; le Orientales de Humacao, reduci da due annate lontano dai campi di gioco, hanno invece ceduto i propri diritti di partecipazione alle Ladyhawks de Gurabo, che tuttavia si sono ritirate a poche settimane dall'inizio del torneo, dando luogo alla scomparsa della franchigia, alla terza stagione consecutiva di inattività; un'altra franchigia avente diritto di partecipazione, le Amazonas de Trujillo Alto, si è invece fusa con le Valencianas de Juncos, venendo accorpata all'interno di quest'ultime e scomparendo pertanto dal panorama pallavolistico portoricano. 
| Club                      | Stagione | Città     | Impianto                        | Stagione precedente |
| ------------------------- | -------- | --------- | ------------------------------- | ------------------- |
| Changas de Naranjito      | dettagli | Naranjito | Coliseo Gelito Ortega           | 2ª in LVSF          |
| Criollas de Caguas        | dettagli | Caguas    | Coliseo Roger L. Mendoza        | 1ª in LVSF          |
| Grises de Humacao         | dettagli | Humacao   | Coliseo Emilio E. Huyke         | -                   |
| Leonas de Ponce           | dettagli | Ponce     | Coliseo Salvador Dijols         | -                   |
| Pinkin de Corozal         | dettagli | Corozal   | Coliseo Carmen Zoraida Figueroa | 7ª in LVSF          |
| Sanjuaneras de la Capital | dettagli | San Juan  | Coliseo Roberto Clemente        | -                   |
| Valencianas de Juncos     | dettagli | Juncos    | Coliseo Rafael Amalbert         | 6ª in LVSF          |

## Torneo

### Regular season

#### Risultati
| Risultati Regular season |                         |     |                                   |
|                          |                         |     |                                   |
| 15-06                    | Humacao - Caguas        | 0-3 | 16-25, 20-25, 16-25               |
| 15-06                    | Naranjito - Sanjuaneras | 3-1 | 25-23, 25-21, 19-25, 25-22        |
| 17-06                    | Corozal - Sanjuaneras   | 3-2 | 25-23, 25-18, 23-25, 15-25, 16-14 |
| 17-06                    | Ponce - Juncos          | 3-0 | 25-23, 25-22, 25-19               |
| 18-06                    | Juncos - Naranjito      | 2-3 | 25-27, 25-21, 25-22, 20-25, 10-15 |
| 18-06                    | Humacao - Ponce         | 0-3 | 21-25, 19-25, 22-25               |
| 19-06                    | Humacao - Sanjuaneras   | 1-3 | 20-25, 30-28, 23-25, 15-25        |
| 19-06                    | Caguas - Corozal        | 3-1 | 25-19, 19-25, 25-12, 25-8         |
| 20-06                    | Naranjito - Ponce       | 3-1 | 25-14, 24-26, 25-12, 25-13        |
| 20-06                    | Juncos - Sanjuaneras    | 2-3 | 25-23, 22-25, 25-27, 26-24, 14-16 |
| 23-06                    | Ponce - Corozal         | 3-0 | 25-23, 25-20, 31-29               |
| 23-06                    | Humacao - Naranjito     | 3-2 | 25-20, 15-25, 26-24, 21-25, 15-10 |
| 25-06                    | Naranjito - Corozal     | 3-0 | 25-19, 25-22, 25-20               |
| 26-06                    | Ponce - Sanjuaneras     | 1-3 | 25-22, 17-25, 20-25, 16-25        |
| 26-06                    | Caguas - Juncos         | 2-3 | 22-25, 26-24, 21-25, 25-17, 13-15 |
| 27-06                    | Corozal - Humacao       | 3-1 | 28-26, 25-20, 23-25, 25-19        |
| 30-06                    | Humacao - Juncos        | 0-3 | 21-25, 21-25, 22-25               |
| 01-07                    | Ponce - Naranjito       | 3-2 | 20-25, 25-23, 25-23, 18-25, 15-12 |
| 02-07                    | Corozal - Juncos        | 3-2 | 25-15, 22-25, 19-25, 25-10, 15-12 |
| 03-07                    | Ponce - Caguas          | 0-3 | 21-25, 16-25, 20-25               |
| 04-07                    | Caguas - Naranjito      | 2-3 | 24-26, 21-25, 25-21, 25-22, 10-15 |

| Risultati regular season |                         |     |                                   |
|                          |                         |     |                                   |
| 04-07                    | Sanjuaneras - Juncos    | 3-0 | 25-20, 25-22, 25-15               |
| 07-07                    | Sanjuaneras - Corozal   | 3-0 | 25-19, 25-23, 25-14               |
| 07-07                    | Juncos - Ponce          | 3-2 | 25-13, 23-25, 25-18, 18-25, 15-11 |
| 08-07                    | Caguas - Humacao        | 3-0 | 25-15, 25-22, 25-19               |
| 09-07                    | Naranjito - Juncos      | 3-1 | 25-19, 22-25, 25-15, 25-17        |
| 10-07                    | Corozal - Caguas        | 1-3 | 26-24, 25-27, 22-25, 21-25        |
| 12-07                    | Sanjuaneras - Caguas    | 0-3 | 16-25, 23-25, 17-25               |
| 14-07                    | Sanjuaneras - Humacao   | 3-0 | 25-15, 25-10, 25-22               |
| 14-07                    | Corozal - Ponce         | 3-0 | 25-22, 25-23, 25-23               |
| 16-07                    | Humacao - Corozal       | 1-3 | 21-25, 18-25, 25-17, 23-25        |
| 16-07                    | Sanjuaneras - Ponce     | 3-0 | 25-13, 25-22, 25-18               |
| 17-07                    | Juncos - Caguas         | 0-3 | 18-25, 12-25, 14-25               |
| 17-07                    | Corozal - Naranjito     | 2-3 | 25-16, 25-21, 22-25, 19-25, 12-15 |
| 18-07                    | Naranjito - Humacao     | 3-1 | 25-21, 25-23, 18-25, 25-15        |
| 21-07                    | Sanjuaneras - Naranjito | 2-3 | 25-18, 25-19, 21-25, 17-25, 13-15 |
| 22-07                    | Caguas - Ponce          | 3-0 | 25-14, 25-14, 25-19               |
| 22-07                    | Juncos - Humacao        | 3-1 | 28-30, 25-19, 25-23, 25-18        |
| 23-07                    | Caguas - Sanjuaneras    | 3-1 | 25-20, 20-25, 25-20, 25-18        |
| 24-07                    | Juncos - Corozal        | 3-2 | 25-23, 14-25, 21-25, 25-17, 15-11 |
| 25-07                    | Naranjito - Caguas      | 3-1 | 25-23, 17-25, 25-13, 25-16        |
| 25-07                    | Ponce - Humacao         | 1-3 | 25-23, 19-25, 13-25, 20-25        |

#### Classifica
| Pos. | Squadra                   | Pt | G  | V  | P  | SV | SP | Ratio | PF | PS | Ratio |
| ---- | ------------------------- | -- | -- | -- | -- | -- | -- | ----- | -- | -- | ----- |
| 1    | Criollas de Caguas        | 29 | 12 | 9  | 3  |    |    |       |    |    |       |
| 2    | Changas de Naranjito      | 28 | 12 | 10 | 2  |    |    |       |    |    |       |
| 3    | Sanjuaneras de la Capital | 22 | 12 | 7  | 5  |    |    |       |    |    |       |
| 4    | Pinkin de Corozal         | 15 | 12 | 5  | 7  |    |    |       |    |    |       |
| 5    | Valencianas de Juncos     | 15 | 12 | 5  | 7  |    |    |       |    |    |       |
| 6    | Leonas de Ponce           | 12 | 12 | 4  | 8  |    |    |       |    |    |       |
| 7    | Grises de Humacao         | 5  | 12 | 2  | 10 |    |    |       |    |    |       |

      Qualificata ai play-off scudetto.

### Play-off scudetto

#### Quarti di finale

##### Girone A

###### Risultati
| Gara 1 |                     |     |                            |
|        |                     |     |                            |
| 27-07  | Sanjuaneras - Ponce | 3-1 | 25-21, 25-20, 21-25, 27-25 |

| Gara 2 |                      |     |                     |
|        |                      |     |                     |
| 28-07  | Caguas - Sanjuaneras | 3-0 | 25-17, 25-16, 25-13 |

| Gara 3 |                |     |                     |
|        |                |     |                     |
| 29-07  | Ponce - Caguas | 0-3 | 12-25, 18-25, 21-25 |

| Gara 4 |                     |     |                                   |
|        |                     |     |                                   |
| 30-07  | Ponce - Sanjuaneras | 2-3 | 22-25, 25-22, 25-17, 22-25, 12-15 |

| Gara 5 |                      |     |                                  |
|        |                      |     |                                  |
| 01-08  | Sanjuaneras - Caguas | 2-3 | 25-23, 23-25, 25-20, 23-25, 7-15 |

| Gara 6 |                |     |                                   |
|        |                |     |                                   |
| 03-08  | Caguas - Ponce | 3-2 | 17-25, 22-25, 25-19, 25-21, 15-19 |

###### Classifica
| Pos. | Squadra                   | G | V | P | SV | SP | Ratio | PF | PS | Ratio |
| ---- | ------------------------- | - | - | - | -- | -- | ----- | -- | -- | ----- |
| 1    | Criollas de Caguas        | 4 | 4 | 0 |    |    |       |    |    |       |
| 2    | Sanjuaneras de la Capital | 4 | 2 | 2 |    |    |       |    |    |       |
| 3    | Leonas de Ponce           | 4 | 0 | 4 |    |    |       |    |    |       |

      Qualificata alle semifinali.

##### Girone B

###### Risultati
| Gara 1 |                  |     |                                   |
|        |                  |     |                                   |
| 28-07  | Corozal - Juncos | 2-3 | 25-16, 19-25, 18-25. 25-12, 11-15 |

| Gara 2 |                     |     |                            |
|        |                     |     |                            |
| 29-07  | Naranjito - Corozal | 3-1 | 21-25, 25-14, 25-19, 25-22 |

| Gara 3 |                    |     |                            |
|        |                    |     |                            |
| 30-07  | Juncos - Naranjito | 1-3 | 18-25, 28-30, 25-18, 30-32 |

| Gara 4 |                  |     |                            |
|        |                  |     |                            |
| 31-07  | Juncos - Corozal | 3-1 | 25-23, 24-26, 25-21, 25-19 |

| Gara 5 |                     |     |                     |
|        |                     |     |                     |
| 01-08  | Corozal - Naranjito | 0-3 | 23-25, 23-25, 20-25 |

| Gara 6 |                    |     |                     |
|        |                    |     |                     |
| 02-08  | Naranjito - Juncos | 3-0 | 25-20, 25-20, 25-15 |

##### Classifica
| Pos. | Squadra               | G | V | P | SV | SP | Ratio | PF | PS | Ratio |
| ---- | --------------------- | - | - | - | -- | -- | ----- | -- | -- | ----- |
| 1    | Changas de Naranjito  | 4 | 4 | 0 |    |    |       |    |    |       |
| 2    | Valencianas de Juncos | 4 | 2 | 2 |    |    |       |    |    |       |
| 3    | Pinkin de Corozal     | 4 | 0 | 4 |    |    |       |    |    |       |

      Qualificata alle semifinali.

#### Semifinali
| Gara 1 |                         |     |                                   |
|        |                         |     |                                   |
| 07-08  | Caguas - Juncos         | 2-3 | 25-17, 25-12, 23-25, 24-26, 15-17 |
| 05-08  | Naranjito - Sanjuaneras | 1-3 | 25-22, 21-25, 22-25, 23-25        |

| Gara 2 |                         |     |                            |
|        |                         |     |                            |
| 08-08  | Juncos - Caguas         | 3-1 | 25-21, 25-22, 11-25, 25-21 |
| 07-08  | Sanjuaneras - Naranjito | 3-1 | 25-13, 10-25, 25-15, 25-18 |

| Gara 3 |                         |     |                                   |
|        |                         |     |                                   |
| 10-08  | Caguas - Juncos         | 3-2 | 25-23, 18-25, 25-18, 24-26, 15-10 |
| 08-08  | Naranjito - Sanjuaneras | 2-3 | 25-12, 25-17, 22-25, 21-25, 13-15 |

| Gara 4 |                         |     |                            |
|        |                         |     |                            |
| 11-08  | Juncos - Caguas         | 0-3 | 22-25, 24-26, 16-25        |
| 10-08  | Sanjuaneras - Naranjito | 3-1 | 17-25, 25-12, 25-14, 25-21 |

| Gara 5 |                 |     |                            |
|        |                 |     |                            |
| 13-08  | Caguas - Juncos | 3-1 | 33-31, 13-25, 25-22, 25-17 |

| Gara 6 |                 |     |                     |
|        |                 |     |                     |
| 14-08  | Juncos - Caguas | 0-3 | 20-25, 23-25, 15-25 |

#### Finale
| Gara 1 |                      |     |                  |
|        |                      |     |                  |
| 04-09  | Caguas - Sanjuaneras | 3-0 | 25-0, 25-0, 25-0 |

| Gara 2 |                      |   |  |
|        |                      |   |  |
| 05-09  | Sanjuaneras - Caguas | - |  |

| Gara 3 |                      |   |  |
|        |                      |   |  |
| 07-09  | Caguas - Sanjuaneras | - |  |

| Gara 4 |                      |   |  |
|        |                      |   |  |
| 08-09  | Sanjuaneras - Caguas | - |  |

|  | Semifinali                | Semifinali                | Semifinali                | Semifinali                | Semifinali                | Semifinali | Semifinali | Semifinali | Semifinali |  |  | Finale | Finale                    | Finale                    | Finale                    | Finale                    | Finale                    | Finale                    | Finale                    | Finale |  |
|  |                           |                           |                           |                           |                           |            |            |            |            |  |  |        |                           |                           |                           |                           |                           |                           |                           |        |  |
|  | Criollas de Caguas        | Criollas de Caguas        | Criollas de Caguas        | 2                         | 1                         | 3          | 3          | 3          | 3          |  |  |        |                           |                           |                           |                           |                           |                           |                           |        |  |
|  | Valencianas de Juncos     | Valencianas de Juncos     | Valencianas de Juncos     | 3                         | 3                         | 2          | 0          | 1          | 0          |  |  | 1      | Criollas de Caguas        | Criollas de Caguas        | Criollas de Caguas        | Criollas de Caguas        | Criollas de Caguas        | Criollas de Caguas        | Criollas de Caguas        | 3      |  |
|  | Changas de Naranjito      | Changas de Naranjito      | Changas de Naranjito      | Changas de Naranjito      | Changas de Naranjito      | 1          | 1          | 2          | 1          |  |  | 2      | Sanjuaneras de la Capital | Sanjuaneras de la Capital | Sanjuaneras de la Capital | Sanjuaneras de la Capital | Sanjuaneras de la Capital | Sanjuaneras de la Capital | Sanjuaneras de la Capital | 0      |  |
|  | Sanjuaneras de la Capital | Sanjuaneras de la Capital | Sanjuaneras de la Capital | Sanjuaneras de la Capital | Sanjuaneras de la Capital | 3          | 3          | 3          | 3          |  |  |        |                           |                           |                           |                           |                           |                           |                           |        |  |

## Premi individuali[14]
| Premio                 | Giocatrice         | Squadra                   |
| ---------------------- | ------------------ | ------------------------- |
| MVP                    | Taylor Sandbothe   | Criollas de Caguas        |
| Miglior palleggiatrice | Natalia Valentín   | Sanjuaneras de la Capital |
| Miglior attaccante     | Khalia Lanier      | Pinkin de Corozal         |
| Miglior muro           | Alison Bastianelli | Changas de Naranjito      |
| Miglior libero         | Nomaris Vélez      | Grises de Humacao         |
| Rising star            | Neira Ortiz        | Sanjuaneras de la Capital |
| Miglior ritorno        | Jonnalys Matos     | Grises de Humacao         |
| Miglior esordiente     | Ivania Ortiz       | Pinkin de Corozal         |